# Reduta (Bratislava)

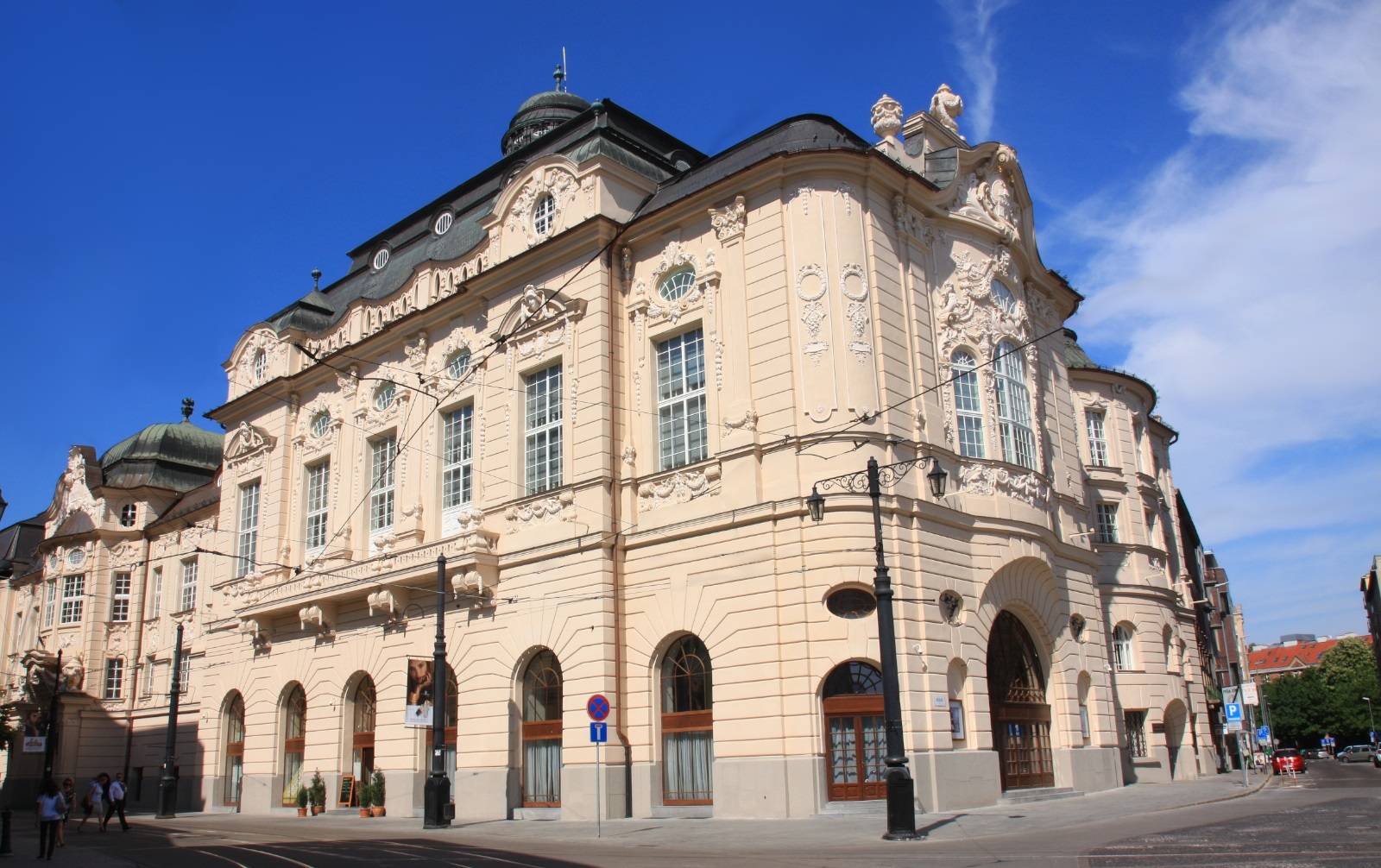
Reduta in Bratislava

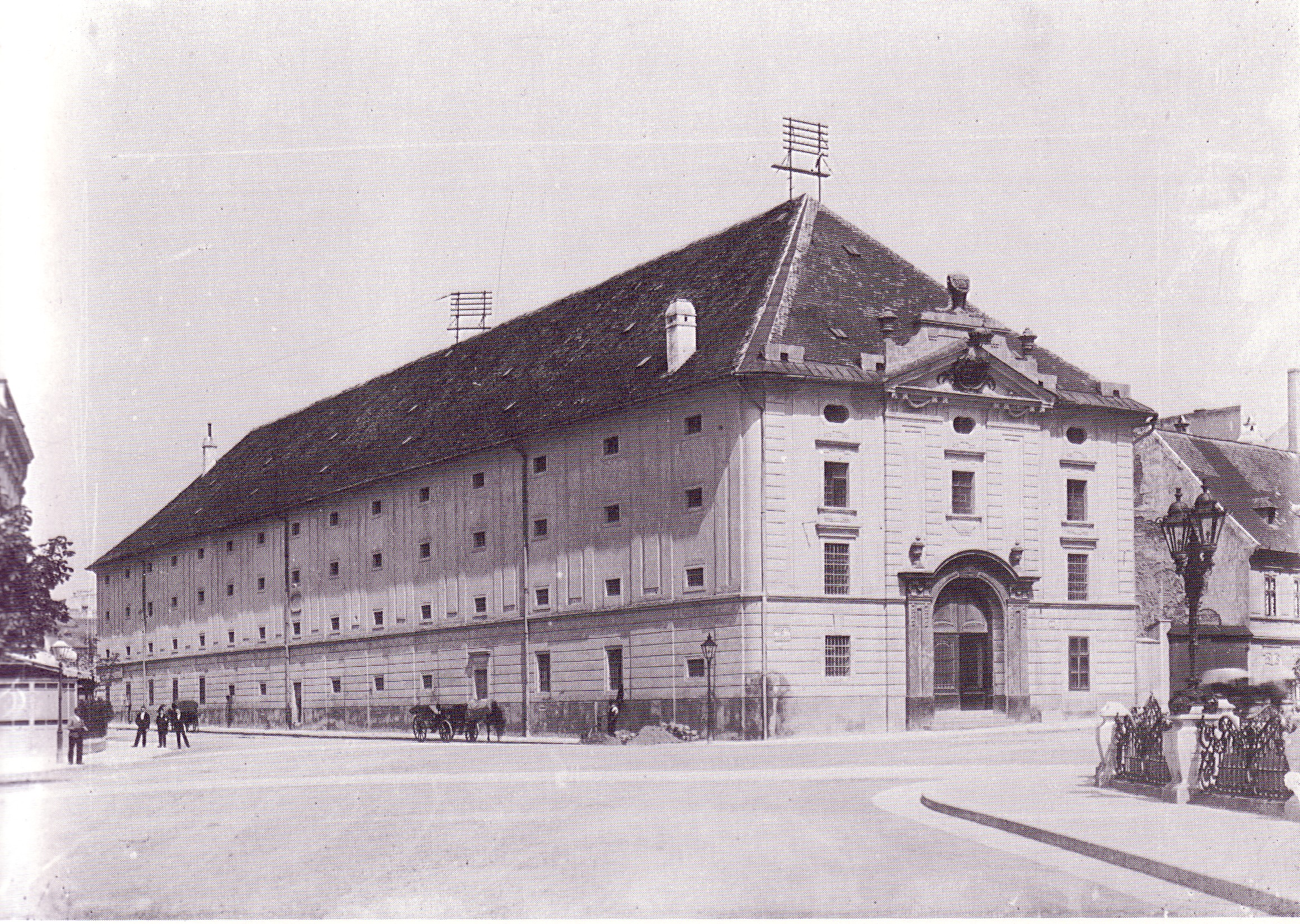
Der Theresianische Schüttkasten stand an Stelle der heutigen Redoute und wurde 1911 abgerissen

Die Reduta (dt. Redoute) ist ein neoklassizistisches Gebäude in der Altstadt von Bratislava Sie ist Hauptveranstaltungsort und Sitz der Slowakischen Philharmonie.
Die Redoute liegt zwischen den Plätzen Hviezdoslavovo námestie (früher Promenadenplatz) und Námestie Ľudovíta Štúra, (dem früheren Krönungshügelplatz), dessen nördliche Umrahmung es gleichzeitig bildet. Heute steht das Gebäude unter Denkmalschutz.

## Der Theresianische Schüttkasten
Auf dem Gelände der heutigen Redoute wurde, auf Geheiß Maria Theresias in den Jahren 1773–74 der theresianische „Schüttkasten“ mit wunderschöner klassizistischer Fassade gebaut, der als Getreidelager der Stadt Preßburg diente. Die mit Maria Theresias eigenhändiger Begutachtung versehenen Originalpläne die mit der Jahreszahl 1773 versehen sind, befinden sich im Budapester Landesarchiv. Sie sind eindeutig von Franz Anton Hillebrandt, als Entwerfer des Gebäudes, signiert. Der Baumeister Franz Carl Römisch wurde mit der Bauausführung des Gebäudes betraut.
Beim Schüttkasten handelte es sich um einen reinen Zweckbau. Die Schmalseiten des Gebäudes zum Theaterplatz und zur Donau hin waren als Hauptfassaden mit je drei Achsen, ausgestaltet. Der Mittelachse entsprach ein Risalit, der unten, fast über die ganze Breite, das Portal einnahm. Das Portal wurde von zwei Doppelpilastern flankiert und mit einem runden Portalbogen – an dessen Enden zwei Urnen angebracht waren – abgeschlossen. Das Gebäude wurde mit einem Dreiecksgiebel gekrönt, dessen Tympanon mit Landeswappen und Krone des Königreiches Ungarn geschmückt war. Neben zahlreichen Verzierungen war auf dem Gebäude folgende Inschrift angebracht:
„Providentia Mariae Theresiae Aug. Res frumentaria Bono Publico Costituta Anno MDCCLXXIIII"
Der Schüttkasten hatte auf der Langseite des Gebäudes vier Etagen mit vier Reihen rechteckiger kleiner Fenster, die in sechzehn Achsen aufgegliedert waren. Der Bau wurde durch ein mächtiges Walmdach abgedeckt. Innen hatte er sechs Plattformen mit kleinen Lüftungsöffnungen, die Raum für ein Volumen von 160 000 Metzen Getreide boten. Der Bau wurde für die damals enorme Summe von 60 000 Goldgulden errichtet.

## Redoute
Zu Beginn des 20. Jh. wurde der Schüttkasten nicht mehr benötigt und daher wurden seitens der Stadtverwaltung Überlegungen angestellt, den Bau für kulturelle Zwecke zu nutzen. Da jedoch keine befriedigende Lösung gefunden werden konnte, wurde der Abriss des Gebäudes beschlossen, was auch im ersten Quartal des Jahres 1911 geschah.
Das neue Gebäude entstand an de Stelle des Theresianischen Schüttkastens nach Plänen der Budapester Architekten Desző Jakab und Marcell Komor. Die Bauarbeiten begannen im Jahr 1913, verzögerten sich aber wegen des Ersten Weltkrieges, sodass sie erst 1919 beendet wurden. Die Redoute ist eines der ersten Gebäude in Bratislava, die in Eisen-Beton-Bauweise errichtet wurden. Die Redoute, mit ihrem wunderschönen großen Saal, wurde über viele Jahre hinweg zur Veranstaltung von Faschingsbällen sowie verschiedenen Kulturveranstaltungen genutzt.
Seit 1949 befindet sich in der Redoute, nachdem im großen Saal eine Konzertorgel eingebaut wurde, der Hauptsitz der Slowakischen Philharmonie. Außerdem befanden sich hier verschiedene Vereinslokale und eines der ersten Kinos der Stadt gleichen Namens. Der Eigentümer war die Stadt; nach dem Zweiten Weltkrieg wurde das Gebäude verstaatlicht.

### Orgel
2012 wurde eine neue Orgel von der Orgelbaufirma Rieger aus Österreich eingebaut. Diese ersetzte das Vorgängerinstrument von Rieger-Kloss von 1956.
Die Orgel hat 66 Register mit Manualen und Pedal. Sie lässt sich von einem (mechanischen) Hauptspieltisch und einem fahrbaren (elektrischen) Spieltisch aus anspielen. Die Registertrakturen sind elektrisch.
| I Grand Orgue C–c4 |       |
| Principal          | 16′   |
| Bourdon            | 16′   |
| Principal          | 8′    |
| Flûte harmonique   | 8′    |
| Gambe              | 8′    |
| Bourdon            | 8′    |
| Octave             | 4′    |
| Flûte              | 4′    |
| Quinte             | 2 ⁄3′ |
| Superoctave        | 2′    |
| Fourniture V       | 2 ⁄3′ |
| Mixtur IV          | 1 ⁄3′ |
| Cornet V           | 8′    |
| Bombarde           | 16′   |
| Trompette          | 8′    |
| Clairon            | 4′    |

| II Positif expressif C–c4 |        |
| Principal                 | 8′     |
| Salicional                | 8′     |
| Unda maris                | 8′     |
| Bourdon                   | 8′     |
| Prestant                  | 4′     |
| Flûte à chem.             | 4′     |
| Quinte                    | 2 ⁄3′  |
| Doublette                 | 2′     |
| Tierce                    | 1 3⁄5′ |
| Larigot                   | 1 ⁄3′  |
| Piccolo                   | 1′     |
| Fourniture IV             | 1 ⁄3′  |
| Cymbale III               | 1⁄3′   |
| Corno di Basso            | 16′    |
| Trompette                 | 8′     |
| Cromorne                  | 8′     |
| Tremblant                 |        |

| III Récit expressif C–c4 |        |
| Quintaton                | 16′    |
| Diapason                 | 8′     |
| Flûte harmonique         | 8′     |
| Viole de Gambe           | 8′     |
| Voix céleste             | 8′     |
| Cor de nuit              | 8′     |
| Viole                    | 4′     |
| Flûte octaviante         | 4′     |
| Nazard                   | 2 ⁄3′  |
| Octavin                  | 2′     |
| Tierce                   | 1 3⁄5′ |
| Plein Jeu III-V          | 2′     |
| Bombarde                 | 16′    |
| Trompette harm.          | 8′     |
| Basson-Hautbois          | 8′     |
| Voix humaine             | 8′     |
| Clairon harmonique       | 4′     |
| Tremblant                |        |

| Pédale C–g1     |         |
| Bourdon         | 32′     |
| Principalbasse  | 16′     |
| Contrebasse     | 16′     |
| Soubasse        | 16′     |
| Grosse Quinte   | 10 2⁄3′ |
| Principal       | 8′      |
| Violoncelle     | 8′      |
| Bourdon         | 8′      |
| Grosse Tierce   | 6 2⁄5′  |
| Quinte          | 5 1⁄3′  |
| Flûte           | 4′      |
| Mixtur IV       | 4′      |
| Contre-Bombarde | 32′     |
| Bombarde        | 16′     |
| Basson          | 16′     |
| Trompette       | 8′      |
| Clairon         | 4′      |

- Koppeln:
  - Normalkoppeln (mechanisch): II/I, III/I, III/II, I/P, II/P, III/P
  - Normalkoppeln (elektrisch): II/I, III/I, III/II
  - Suboktavkoppeln: I/I, II/II, III/I, III/II, III/III, II/P
  - Superoktavkoppeln: I/I, II/II, III/III, II/P